# Église Saint-Vincent-de-Paul du Berceau
L’église Saint-Vincent-de-Paul du Berceau se situe sur la commune de Saint-Vincent-de-Paul, dans le département français des Landes. 
Cette église est constitutive, avec Ranquines et le vieux chêne lou bielh cassou, du Berceau de saint Vincent de Paul.

## Historique
À partir de 1696, Ranquines, la maison natale de Vincent de Paul, devient un oratoire. En 1706, une première chapelle est construite près de Ranquines, avant d’être abandonnée. Après la canonisation de Vincent de Paul le 16 juin 1737, une seconde chapelle est construite et inaugurée en 1751. Elle sera active pendant près d’un siècle.
L’impératrice Eugénie, en visite à Ranquines, émet le souhait de voir se construire :
- un lieu de culte dédié à saint Vincent de Paul[1].
- une maison d’accueil des pauvres en mémoire de l’action de saint Vincent de Paul avec l’aide des laïcs, des prêtres et des sœurs de la Charité[1].

Son souhait est exaucé quelques années plus tard grâce à une souscription nationale autorisée par son mari Napoléon III. La première pierre est posée le 6 août 1851 par monseigneur Lanneluc, et l’église est inaugurée en 1854. Les artisans landais sont encadrés par M. Lescourret de Dax, lui-même placé sous la direction de M. Gallois, architecte à Paris.
En 1864, l'atelier « Laurent et Gsell » fournit les verrières de l'église.
L’église est incendiée le 14 juillet 1947, ce qui entraîne l’effondrement du dôme. Elle est reconstruite le 1er décembre 1948 par les prêtres lazaristes Pierre et Discamps. La peinture de la coupole est attribuée à un élève de Matisse.
Le 27 novembre 1980, Robert Sarrabère, évêque de Dax, consacre l’autel fait en pierre coquillière de Bordeaux. En 1981, l’église est rénovée. La même année, pour la commémoration du 400e anniversaire de la naissance de Vincent de Paul, M. Feltrin de Paris réalise deux statues en bois exotique, l’une de saint Vincent, l’autre de la Vierge Marie. En 1999, la coupole extérieure est rénovée.

## Architecture

### Extérieur
L'église mesure 29 mètres de long sur 7,5 mètres de large. Elle est haute de 9,80 mètres et la longueur du transept est de 20,50 mètres. Elle est de style néo-byzantin avec une forme de croix latine.
La façade est sculptée par M. Forget de Paris. La statue de saint Vincent de Paul, dominant la façade, symbolise l'accueil des pèlerins au Berceau. Le geste d'ouverture de la main symbolise le cœur mis à l'aide des plus pauvres. La sculpture au-dessus de la statue de saint Vincent de Paul représente les trois vertus théologales sous la forme de trois personnages  :
- au centre, la foi : une femme porte la croix.
- à droite, l'espérance : l'ancre symbolise l'espoir et la confiance placés en Dieu dans lequel on puise sa force.
- à gauche, la charité : un cœur enflammé symbolise le cœur de saint Vincent de Paul empli de l'amour de Dieu pour les pauvres[1].

Plus bas, un bas-relief représente Vincent de Paul enfant surveillant son troupeau de moutons et offrant l'ensemble de ses biens en rencontrant un pauvre homme. L'inscription en latin « Quis, putas, puer iste erit » tirée de l'évangile selon Luc (1, 66) signifie « Que deviendra cet enfant selon vous » (1885).

### Intérieur
L'orgue d'origine est l'œuvre d'Aristide Cavaillé-Coll (1873). Endommagé par l'incendie de 1947, il est remplacé en 1992 par un nouvel organe réutilisant certaines pièces de l'ancien. L'instrument actuel est de style classique allemand.
La coupole a été repeinte en 1948 lors des travaux de restauration par un élève d'Henri Matisse. Elle offre une représentation de l'ascension de saint Vincent de Paul au paradis.